# Mistrzostwa Europy w Piłce Ręcznej Mężczyzn 2020
Mistrzostwa Europy w Piłce Ręcznej Mężczyzn 2020 – czternaste mistrzostwa Europy w piłce ręcznej mężczyzn, oficjalny międzynarodowy turniej piłki ręcznej o randze mistrzostw kontynentu organizowany przez EHF, mający na celu wyłonienie najlepszej męskiej reprezentacji narodowej w Europie. Odbywał się w dniach od 9 do 26 stycznia 2020 roku w Szwecji, Austrii i Norwegii. Mistrzostwa były wyjątkowe z dwóch względów – po raz pierwszy w historii impreza tej rangi została zorganizowana w trzech państwach i brały w niej udział dwadzieścia cztery zespoły. Automatyczny awans do mistrzostw uzyskały reprezentacje wszystkich trzech gospodarzy oraz Hiszpanie jako obrońcy tytułu, o pozostałe miejsca odbywały się natomiast dwuetapowe eliminacje. Turniej służył jako jedna z kwalifikacji do Letnich Igrzysk Olimpijskich 2020 oraz Mistrzostw Świata 2021.
Przy przyjęciu kandydatury przedstawiono ramowy program zawodów zaplanowanych na okres 10–26 stycznia 2020 roku, jednak w połowie września 2018 roku EHF wydłużyła czas przeprowadzenia mistrzostw – przyśpieszając o jeden dzień ich rozpoczęcie – po raz pierwszy planując też rozegranie meczów o medale nie w tym samym dniu. W kwietniu 2018 roku uruchomiono oficjalną stronę zawodów oraz przedstawiono ich slogan, oficjalna piosenka mistrzostw miała premierę podczas losowania grup, a oprócz mediów społecznościowych i serwisów strumieniowych używanych dotychczas przez EHF po raz pierwszy angażowano też fanów w serwisie TikTok, a wszystkie te kanały zanotowały wzrosty oglądalności w porównaniu do poprzednich edycji. Oficjalna aplikacja zawodów oferowała natomiast dostęp do dedykowanych treści, możliwość głosowania na drużynę gwiazd czy też typowania wyników spotkań. Transmisje telewizyjne miały liczyć około stu sześćdziesięciu godzin i były dostępne za pośrednictwem 85 stacji, mecze były natomiast obsługiwane za pomocą jedenastu do piętnastu kamer w zależności od fazy turnieju. Sprzedaż biletów rozpoczęła się pod koniec października 2018 roku i już w pierwszej dobie sprzedano ich 25 000, a w ciągu tygodnia przekraczając poziom trzydziestu tysięcy. Po fazie zasadniczej liczba widzów na trybunach przekroczyła 420 tysięcy pobijając tym samym rekord ustanowiony podczas ME 2016, na koniec turnieju osiągając liczbę nieco poniżej pięciuset tysięcy. Podczas zawodów planowano używać inteligentnej piłki, brzęczyków sygnalizujących przerwy dla drużyny, systemów śledzenia zawodników oraz ułatwiających pracę sędziów powtórek wideo i technologii określających, czy bramka została zdobyta.
Na początku lipca 2019 roku opublikowano szczegółowy harmonogram rozgrywek. Dwadzieścia cztery uczestniczące reprezentacje zostały podzielone na sześć czterozespołowych grup rywalizujących systemem kołowym, a po dwa najlepsze z każdej z grup awansowały do fazy zasadniczej. W niej, zachowując punkty z pierwszej fazy, walczyły w dwóch sześciozespołowych grupach o dwa czołowe miejsca premiowane awansem do półfinałów, zespoły z miejsc trzecich zmierzyły się zaś w meczu o piąte miejsce.
Sensacją mistrzostw było odpadnięcie w fazie wstępnej aktualnych mistrzów świata i olimpijskich – Duńczyków. Tytuł mistrzowski obronili Hiszpanie po zwycięstwie nad Chorwatami, brąz – będący pierwszym medalem w europejskim czempionacie – przypadł zaś Norwegom. Po zakończonym turnieju EHF opublikowała statystyki indywidualne i drużynowe, a także jakościowe.

## Wybór organizatora
W czerwcu 2013 roku EHF ustaliła ramy czasowe wyboru organizatora. Wstępne zainteresowanie organizacją mistrzostw w wyznaczonym terminie 4 września 2013 roku wyraziły trzy kraje: Austria, Norwegia i Szwecja. Ostateczny termin składania oficjalnych aplikacji upływał 10 grudnia 2013 roku, zaś decyzja miała zostać podjęta na Kongresie EHF w Dublinie we wrześniu 2014 roku. W wyznaczonym przez EHF terminie kraje te potwierdziły swe kandydatury, w ciągu miesiąca miały one zostać wstępnie rozpatrzone przez zarząd tej organizacji. Do ostatniego etapu przeszła wspólna kandydatura tych trzech państw – po raz pierwszy o organizację mistrzostw ubiegały się łącznie trzy kraje, aplikacja zawierała również propozycję zwiększenia obsady do dwudziestu czterech zespołów. Została ona przyjęta, ogłoszono jednocześnie, iż w turnieju wystartują 24 zespoły (dwa lata wcześniej niż początkowo planowano).

## Obiekty
W dokumentach aplikacyjnych kandydaci wskazali sześć hal, które potwierdzone zostały przy przyznawaniu im organizacji zawodów. Pierwsza faza grupowa została rozegrana we wszystkich trzech krajach, faza zasadnicza w Austrii i Szwecji, zaś finały w Sztokholmie.
| Trondheim          | Trondheim        | SztokholmMalmöGöteborg | Sztokholm         |
| ------------------ | ---------------- | ---------------------- | ----------------- |
| Trondheim Spektrum | Trondheim        | SztokholmMalmöGöteborg | Tele2 Arena       |
| Pojemność: 8 000   | Trondheim        | SztokholmMalmöGöteborg | Pojemność: 22 000 |
|                    | Trondheim        | SztokholmMalmöGöteborg |                   |
| WiedeńGraz         | WiedeńGraz       | SztokholmMalmöGöteborg | Göteborg          |
| WiedeńGraz         | WiedeńGraz       | SztokholmMalmöGöteborg | Scandinavium      |
| WiedeńGraz         | WiedeńGraz       | SztokholmMalmöGöteborg | Pojemność: 12 000 |
| WiedeńGraz         | WiedeńGraz       | SztokholmMalmöGöteborg |                   |
| Wiedeń             | Graz             | SztokholmMalmöGöteborg | Malmö             |
| Wiener Stadthalle  | Stadthalle Graz  | SztokholmMalmöGöteborg | Malmö Arena       |
| Pojemność: 10 000  | Pojemność: 6 000 | SztokholmMalmöGöteborg | Pojemność: 13 000 |
|                    |                  | SztokholmMalmöGöteborg |                   |

## Zespoły
| Reprezentacja        | Podstawa kwalifikacyjna             | Mistrzostwa 2018 |
| -------------------- | ----------------------------------- | ---------------- |
| Szwecja              | Gospodarz                           | 2. miejsce       |
| Austria              | Gospodarz                           | 15. miejsce      |
| Norwegia             | Gospodarz                           | 7. miejsce       |
| Hiszpania            | Mistrz Europy 2018                  | 1. miejsce       |
| Niemcy               | 1. miejsce w 1 grupie eliminacyjnej | 9. miejsce       |
| Polska               | 2. miejsce w 1 grupie eliminacyjnej | –                |
| Chorwacja            | 1. miejsce w 2 grupie eliminacyjnej | 5. miejsce       |
| Szwajcaria           | 2. miejsce w 2 grupie eliminacyjnej | –                |
| Macedonia Północna   | 1. miejsce w 3 grupie eliminacyjnej | 11. miejsce      |
| Islandia             | 2. miejsce w 3 grupie eliminacyjnej | 13. miejsce      |
| Słowenia             | 1. miejsce w 4 grupie eliminacyjnej | 8. miejsce       |
| Łotwa                | 2. miejsce w 4 grupie eliminacyjnej | –                |
| Czechy               | 1. miejsce w 5 grupie eliminacyjnej | 6. miejsce       |
| Białoruś             | 2. miejsce w 5 grupie eliminacyjnej | 10. miejsce      |
| Francja              | 1. miejsce w 6 grupie eliminacyjnej | 3. miejsce       |
| Portugalia           | 2. miejsce w 6 grupie eliminacyjnej | –                |
| Węgry                | 1. miejsce w 7 grupie eliminacyjnej | 14. miejsce      |
| Rosja                | 2. miejsce w 7 grupie eliminacyjnej | –                |
| Dania                | 1. miejsce w 7 grupie eliminacyjnej | 4. miejsce       |
| Czarnogóra           | 2. miejsce w 7 grupie eliminacyjnej | 16. miejsce      |
| Bośnia i Hercegowina | Ranking drużyn z trzecich miejsc    | –                |
| Serbia               | Ranking drużyn z trzecich miejsc    | 12. miejsce      |
| Holandia             | Ranking drużyn z trzecich miejsc    | –                |
| Ukraina              | Ranking drużyn z trzecich miejsc    | –                |

## Losowanie grup
Jeszcze w trakcie trwania eliminacji organizatorzy ogłosili procedurę losowania grup turnieju głównego, zastrzegając sobie prawo do rozstawienia po jednej drużynie w każdej z grup. Losowanie grup zostało zaplanowane na 28 czerwca 2019 roku w Erste Bank Campus w Wiedniu, a przed nim drużyny zostały podzielone na cztery koszyki na podstawie wyników osiągniętych podczas Mistrzostw Europy 2018 i eliminacji do ME 2020.
| Koszyk 1  |
| --------- |
| Hiszpania |
| Szwecja   |
| Francja   |
| Dania     |
| Chorwacja |
| Czechy    |

| Koszyk 2           |
| ------------------ |
| Norwegia           |
| Słowenia           |
| Niemcy             |
| Macedonia Północna |
| Węgry              |
| Białoruś           |

| Koszyk 3   |
| ---------- |
| Austria    |
| Islandia   |
| Czarnogóra |
| Portugalia |
| Szwajcaria |
| Łotwa      |

| Koszyk 4             |
| -------------------- |
| Polska               |
| Rosja                |
| Serbia               |
| Ukraina              |
| Bośnia i Hercegowina |
| Holandia             |

W wyniku transmitowanego w Internecie losowania, które przeprowadzili Philip Henningsson, Robert Weber, Torbjørn Bergerud i Daniel Dujshebaev, wyłonionych zostało sześć czterozespołowych grup pierwszej fazy turnieju.
| Grupa A Graz |
| ------------ |
| Chorwacja    |
| Białoruś     |
| Czarnogóra   |
| Serbia       |

| Grupa B Wiedeń     |
| ------------------ |
| Czechy             |
| Macedonia Północna |
| Austria            |
| Ukraina            |

| Grupa C Trondheim |
| ----------------- |
| Hiszpania         |
| Niemcy            |
| Łotwa             |
| Holandia          |

| Grupa D Trondheim    |
| -------------------- |
| Francja              |
| Norwegia             |
| Portugalia           |
| Bośnia i Hercegowina |

| Grupa E Malmö |
| ------------- |
| Dania         |
| Węgry         |
| Islandia      |
| Rosja         |

| Grupa F Göteborg |
| ---------------- |
| Szwecja          |
| Słowenia         |
| Szwajcaria       |
| Polska           |

## Sędziowie
W połowie czerwca 2019 roku ustalono, że z uwagi na rozszerzenie mistrzostw zwiększona zostanie także liczba par sędziowskich do osiemnastu w fazie wstępnej; część z nich opuści po niej turniej, a na ich miejsce zostaną przydzielone inne, choć w mniejszej liczbie. Dwa miesiące później EHF opublikowała listę dwudziestu trzech par arbitrów, z czego siódemka sędziować będzie w całym turnieju, jedenaście tylko spotkania fazy wstępnej, po czym na resztę zawodów zastąpiona zostanie piątką nowych par. Pod koniec grudnia 2019 roku serbski duet sędziowski Nenad Nikolić–Dušan Stojković został zastąpiony przez Łotyszy Zigmārsa Sondorsa i Renārsa Līcisa z powodu kontuzji Nikolicia.
|  | Sędziowie jedynie fazy wstępnej - Radojko Brkić i Andrej Jusufhodžić - Dalibor Jurinović i Marko Mrvica - Jesper Madsen i Henrik Mortensen - Andreu Marín i Ignacio García - Charlotte Bonaventura i Julie Bonaventura - Robert Schulze i Tobias Tönnies - Jónas Elíasson i Anton Palsson - Lars Jørum i Håvard Kleven - Bojan Lah i David Sok - Nenad Nikolić i Dušan Stojković - Michal Baďura i Jaroslav Ondogrecula - Zigmārs Sondors i Renārs Līcis | Sędziowie całego turnieju - Václav Horáček i Jiří Novotný - Vaidas Mažeika i Mindaugas Gatelis - Ǵorgi Naczewski i Sławe Nikołow - Ivan Pavićević i Miloš Ražnatović - Duarte Santos i Ricardo Fonseca - Arthur Brunner i Morad Salah - Mirza Kurtagic i Mattias Wetterwik | Sędziowie od fazy zasadniczej - Matija Gubica i Boris Milošević - Martin Gjeding i Mads Hansen - Óscar Raluy i Ángel Sabroso - Stevann Pichon i Laurent Reveret - Lars Geipel i Marcus Helbig |

## Faza wstępna

### Grupa A
| 9 stycznia 202018:15 | Białoruś         | 35:30(16:15) | Serbia               | Stadthalle Graz, Graz Widzów: 3806 Sędzia: Duarte Santos, Ricardo Fonseca |
| 9 stycznia 202018:15 | Arciom Karalok 9 | 35:30(16:15) | 6 Bogdan Radivojević | Stadthalle Graz, Graz Widzów: 3806 Sędzia: Duarte Santos, Ricardo Fonseca |
| 9 stycznia 202018:15 | 9× · 1×          | 35:30(16:15) | 3× · 2×              | Stadthalle Graz, Graz Widzów: 3806 Sędzia: Duarte Santos, Ricardo Fonseca |

| 9 stycznia 202020:30 | Chorwacja      | 27:21(12:13) | Czarnogóra        | Stadthalle Graz, Graz Widzów: 5630 Sędzia: Arthur Brunner, Morad Salah |
| 9 stycznia 202020:30 | Luka Cindrić 6 | 27:21(12:13) | 6 Nemanja Grbović | Stadthalle Graz, Graz Widzów: 5630 Sędzia: Arthur Brunner, Morad Salah |
| 9 stycznia 202020:30 | 2× · 2×        | 27:21(12:13) | 7× · 3×           | Stadthalle Graz, Graz Widzów: 5630 Sędzia: Arthur Brunner, Morad Salah |

| 11 stycznia 202016:00 | Chorwacja      | 31:23(15:10) | Białoruś          | Stadthalle Graz, Graz Widzów: 6000 Sędzia: Charlotte Bonaventura, Julie Bonaventura |
| 11 stycznia 202016:00 | Igor Karačić 6 | 31:23(15:10) | 8 Mikita Wajłupau | Stadthalle Graz, Graz Widzów: 6000 Sędzia: Charlotte Bonaventura, Julie Bonaventura |
| 11 stycznia 202016:00 | 4×             | 31:23(15:10) | 5× · 1×           | Stadthalle Graz, Graz Widzów: 6000 Sędzia: Charlotte Bonaventura, Julie Bonaventura |

| 11 stycznia 202018:15 | Czarnogóra        | 22:21(11:10) | Serbia        | Stadthalle Graz, Graz Widzów: 5500 Sędzia: Jesper Madsen, Henrik Mortensen |
| 11 stycznia 202018:15 | Nemanja Grbović 5 | 22:21(11:10) | 6 Lazar Kukić | Stadthalle Graz, Graz Widzów: 5500 Sędzia: Jesper Madsen, Henrik Mortensen |
| 11 stycznia 202018:15 | 7× · 2×           | 22:21(11:10) | 4× · 1×       | Stadthalle Graz, Graz Widzów: 5500 Sędzia: Jesper Madsen, Henrik Mortensen |

| 13 stycznia 202018:15 | Czarnogóra        | 27:36(11:17) | Białoruś          | Stadthalle Graz, Graz Widzów: 5000 Sędzia: Lars Jørum, Håvard Kleven |
| 13 stycznia 202018:15 | Vladan Lipovina 5 | 27:36(11:17) | 6 Mikita Wajłupau | Stadthalle Graz, Graz Widzów: 5000 Sędzia: Lars Jørum, Håvard Kleven |
| 13 stycznia 202018:15 | 2× · 1×           | 27:36(11:17) | 3× · 1×           | Stadthalle Graz, Graz Widzów: 5000 Sędzia: Lars Jørum, Håvard Kleven |

| 13 stycznia 202020:30 | Serbia                             | 21:24(10:8) | Chorwacja                          | Stadthalle Graz, Graz Widzów: 6500 Sędzia: Mirza Kurtagic, Mattias Wetterwik |
| 13 stycznia 202020:30 | Lazar Kukić 4 Bogdan Radivojević 4 | 21:24(10:8) | 5 Domagoj Duvnjak 5 Luka Stepančić | Stadthalle Graz, Graz Widzów: 6500 Sędzia: Mirza Kurtagic, Mattias Wetterwik |
| 13 stycznia 202020:30 | 4×                                 | 21:24(10:8) | 5× · 2×                            | Stadthalle Graz, Graz Widzów: 6500 Sędzia: Mirza Kurtagic, Mattias Wetterwik |

### Grupa B
| 10 stycznia 202018:15 | Czechy         | 29:32(14:13) | Austria         | Wiener Stadthalle, Wiedeń Widzów: 7070 Sędzia: Jónas Elíasson, Anton Palsson |
| 10 stycznia 202018:15 | Jakub Hrstka 6 | 29:32(14:13) | 12 Nikola Bilyk | Wiener Stadthalle, Wiedeń Widzów: 7070 Sędzia: Jónas Elíasson, Anton Palsson |
| 10 stycznia 202018:15 | 3×             | 29:32(14:13) | 5× · 1×         | Wiener Stadthalle, Wiedeń Widzów: 7070 Sędzia: Jónas Elíasson, Anton Palsson |

| 10 stycznia 202020:30 | Macedonia Północna | 26:23(13:10) | Ukraina                                  | Wiener Stadthalle, Wiedeń Widzów: 7070 Sędzia: Lars Jørum, Håvard Kleven |
| 10 stycznia 202020:30 | Kirił Łazarow 8    | 26:23(13:10) | 5 Władysław Ostrouszko 5 Stanisław Żukow | Wiener Stadthalle, Wiedeń Widzów: 7070 Sędzia: Lars Jørum, Håvard Kleven |
| 10 stycznia 202020:30 | 3× · 1×            | 26:23(13:10) | 7× · 1×                                  | Wiener Stadthalle, Wiedeń Widzów: 7070 Sędzia: Lars Jørum, Håvard Kleven |

| 12 stycznia 202016:00 | Czechy               | 27:25(9:11) | Macedonia Północna | Wiener Stadthalle, Wiedeń Widzów: 6642 Sędzia: Charlotte Bonaventura, Julie Bonaventura |
| 12 stycznia 202016:00 | Stanislav Kašpárek 7 | 27:25(9:11) | 11 Kirił Łazarow   | Wiener Stadthalle, Wiedeń Widzów: 6642 Sędzia: Charlotte Bonaventura, Julie Bonaventura |
| 12 stycznia 202016:00 | 6× · 1×              | 27:25(9:11) | 3× · 1×            | Wiener Stadthalle, Wiedeń Widzów: 6642 Sędzia: Charlotte Bonaventura, Julie Bonaventura |

| 12 stycznia 202018:15 | Austria         | 34:30(18:17) | Ukraina            | Wiener Stadthalle, Wiedeń Widzów: 7078 Sędzia: Mirza Kurtagic, Mattias Wetterwik |
| 12 stycznia 202018:15 | Nikola Bilyk 10 | 34:30(18:17) | 7 Artem Kozakewycz | Wiener Stadthalle, Wiedeń Widzów: 7078 Sędzia: Mirza Kurtagic, Mattias Wetterwik |
| 12 stycznia 202018:15 | 3× · 1×         | 34:30(18:17) | 4×                 | Wiener Stadthalle, Wiedeń Widzów: 7078 Sędzia: Mirza Kurtagic, Mattias Wetterwik |

| 14 stycznia 202018:15 | Austria        | 32:28(18:12) | Macedonia Północna  | Wiener Stadthalle, Wiedeń Widzów: 7623 Sędzia: Bojan Lah, David Sok |
| 14 stycznia 202018:15 | Robert Weber 7 | 32:28(18:12) | 5 Stojancze Stoiłow | Wiener Stadthalle, Wiedeń Widzów: 7623 Sędzia: Bojan Lah, David Sok |
| 14 stycznia 202018:15 | 4× · 2×        | 32:28(18:12) | 3× · 3×             | Wiener Stadthalle, Wiedeń Widzów: 7623 Sędzia: Bojan Lah, David Sok |

| 14 stycznia 202020:30 | Ukraina            | 19:23(10:9) | Czechy        | Wiener Stadthalle, Wiedeń Widzów: 4097 Sędzia: Duarte Santos, Ricardo Fonseca |
| 14 stycznia 202020:30 | Artem Kozakewycz 4 | 19:23(10:9) | 6 Tomáš Babák | Wiener Stadthalle, Wiedeń Widzów: 4097 Sędzia: Duarte Santos, Ricardo Fonseca |
| 14 stycznia 202020:30 | 5× · 1×            | 19:23(10:9) | 3× · 1×       | Wiener Stadthalle, Wiedeń Widzów: 4097 Sędzia: Duarte Santos, Ricardo Fonseca |

### Grupa C
| 9 stycznia 202018:15 | Niemcy                           | 34:23(15:13) | Holandia    | Trondheim Spektrum, Trondheim Widzów: 4057 Sędzia: Bojan Lah, David Sok |
| 9 stycznia 202018:15 | Kai Häfner 5 Jannik Kohlbacher 5 | 34:23(15:13) | 7 Kay Smits | Trondheim Spektrum, Trondheim Widzów: 4057 Sędzia: Bojan Lah, David Sok |
| 9 stycznia 202018:15 | 5× · 2× · 1×                     | 34:23(15:13) | 4× · 2×     | Trondheim Spektrum, Trondheim Widzów: 4057 Sędzia: Bojan Lah, David Sok |

| 9 stycznia 202020:30 | Hiszpania         | 33:22(15:11) | Łotwa               | Trondheim Spektrum, Trondheim Widzów: 4524 Sędzia: Jesper Madsen, Henrik Mortensen |
| 9 stycznia 202020:30 | Ángel Fernández 5 | 33:22(15:11) | 7 Dainis Krištopāns | Trondheim Spektrum, Trondheim Widzów: 4524 Sędzia: Jesper Madsen, Henrik Mortensen |
| 9 stycznia 202020:30 | 1× · 2×           | 33:22(15:11) | 5× · 1×             | Trondheim Spektrum, Trondheim Widzów: 4524 Sędzia: Jesper Madsen, Henrik Mortensen |

| 11 stycznia 202016:00 | Łotwa               | 24:32(10:16) | Holandia     | Trondheim Spektrum, Trondheim Widzów: 5942 Sędzia: Michal Baďura, Jaroslav Ondogrecula |
| 11 stycznia 202016:00 | Dainis Krištopāns 7 | 24:32(10:16) | 7 Kay Smits  | Trondheim Spektrum, Trondheim Widzów: 5942 Sędzia: Michal Baďura, Jaroslav Ondogrecula |
| 11 stycznia 202016:00 | 3× · 1×             | 24:32(10:16) | 5× · 1× · 1× | Trondheim Spektrum, Trondheim Widzów: 5942 Sędzia: Michal Baďura, Jaroslav Ondogrecula |

| 11 stycznia 202018:15 | Hiszpania         | 33:26(14:11) | Niemcy            | Trondheim Spektrum, Trondheim Widzów: 6558 Sędzia: Arthur Brunner, Morad Salah |
| 11 stycznia 202018:15 | Alex Dujshebaev 7 | 33:26(14:11) | 5 Hendrik Pekeler | Trondheim Spektrum, Trondheim Widzów: 6558 Sędzia: Arthur Brunner, Morad Salah |
| 11 stycznia 202018:15 | 4× · 2×           | 33:26(14:11) | 4× · 2×           | Trondheim Spektrum, Trondheim Widzów: 6558 Sędzia: Arthur Brunner, Morad Salah |

| 13 stycznia 202018:15 | Łotwa               | 27:28(11:16) | Niemcy        | Trondheim Spektrum, Trondheim Widzów: 3540 Sędzia: Jónas Elíasson, Anton Palsson |
| 13 stycznia 202018:15 | Dainis Krištopāns 7 | 27:28(11:16) | 8 Julius Kühn | Trondheim Spektrum, Trondheim Widzów: 3540 Sędzia: Jónas Elíasson, Anton Palsson |
| 13 stycznia 202018:15 | 6× · 1×             | 27:28(11:16) | 6× · 2×       | Trondheim Spektrum, Trondheim Widzów: 3540 Sędzia: Jónas Elíasson, Anton Palsson |

| 13 stycznia 202020:30 | Holandia    | 25:36(13:17) | Hiszpania       | Trondheim Spektrum, Trondheim Widzów: 3809 Sędzia: Vaidas Mažeika, Mindaugas Gatelis |
| 13 stycznia 202020:30 | Kay Smits 8 | 25:36(13:17) | 6 Jorge Maqueda | Trondheim Spektrum, Trondheim Widzów: 3809 Sędzia: Vaidas Mažeika, Mindaugas Gatelis |
| 13 stycznia 202020:30 | 8× · 2×     | 25:36(13:17) | 2× · 2×         | Trondheim Spektrum, Trondheim Widzów: 3809 Sędzia: Vaidas Mažeika, Mindaugas Gatelis |

### Grupa D
| 10 stycznia 202018:15 | Francja    | 25:28(11:12) | Portugalia         | Trondheim Spektrum, Trondheim Widzów: 7507 Sędzia: Zigmārs Sondors, Renārs Līcis |
| 10 stycznia 202018:15 | Dika Mem 5 | 25:28(11:12) | 5 Diogo Branquinho | Trondheim Spektrum, Trondheim Widzów: 7507 Sędzia: Zigmārs Sondors, Renārs Līcis |
| 10 stycznia 202018:15 | 3× · 2×    | 25:28(11:12) | 4× · 1×            | Trondheim Spektrum, Trondheim Widzów: 7507 Sędzia: Zigmārs Sondors, Renārs Līcis |

| 10 stycznia 202020:30 | Norwegia          | 32:26(17:12) | Bośnia i Hercegowina | Trondheim Spektrum, Trondheim Widzów: 8232 Sędzia: Robert Schulze, Tobias Tönnies |
| 10 stycznia 202020:30 | Sander Sagosen 12 | 32:26(17:12) | 7 Nikola Prce        | Trondheim Spektrum, Trondheim Widzów: 8232 Sędzia: Robert Schulze, Tobias Tönnies |
| 10 stycznia 202020:30 | 4× · 1×           | 32:26(17:12) | 6× · 1×              | Trondheim Spektrum, Trondheim Widzów: 8232 Sędzia: Robert Schulze, Tobias Tönnies |

| 12 stycznia 202016:00 | Portugalia       | 27:24(12:11) | Bośnia i Hercegowina | Trondheim Spektrum, Trondheim Widzów: 7936 Sędzia: Vaidas Mažeika, Mindaugas Gatelis |
| 12 stycznia 202016:00 | Pedro Portela 10 | 27:24(12:11) | 5 Nikola Prce        | Trondheim Spektrum, Trondheim Widzów: 7936 Sędzia: Vaidas Mažeika, Mindaugas Gatelis |
| 12 stycznia 202016:00 | 3× · 1×          | 27:24(12:11) | 4× · 2×              | Trondheim Spektrum, Trondheim Widzów: 7936 Sędzia: Vaidas Mažeika, Mindaugas Gatelis |

| 12 stycznia 202018:15 | Francja            | 26:28(15:14) | Norwegia          | Trondheim Spektrum, Trondheim Widzów: 8932 Sędzia: Václav Horáček, Jiří Novotný |
| 12 stycznia 202018:15 | Ludovic Fabregas 8 | 26:28(15:14) | 10 Sander Sagosen | Trondheim Spektrum, Trondheim Widzów: 8932 Sędzia: Václav Horáček, Jiří Novotný |
| 12 stycznia 202018:15 | 5× · 1×            | 26:28(15:14) | 2× · 3×           | Trondheim Spektrum, Trondheim Widzów: 8932 Sędzia: Václav Horáček, Jiří Novotný |

| 14 stycznia 202018:15 | Bośnia i Hercegowina | 23:31(13:14) | Francja          | Trondheim Spektrum, Trondheim Widzów: 7937 Sędzia: Dalibor Jurinović, Marko Mrvica |
| 14 stycznia 202018:15 | Marko Panić 9        | 23:31(13:14) | 7 Valentin Porte | Trondheim Spektrum, Trondheim Widzów: 7937 Sędzia: Dalibor Jurinović, Marko Mrvica |
| 14 stycznia 202018:15 | 4×                   | 23:31(13:14) | 2× · 2×          | Trondheim Spektrum, Trondheim Widzów: 7937 Sędzia: Dalibor Jurinović, Marko Mrvica |

| 14 stycznia 202020:30 | Portugalia      | 28:34(14:16) | Norwegia        | Trondheim Spektrum, Trondheim Widzów: 9069 Sędzia: Michal Baďura, Jaroslav Ondogrecula |
| 14 stycznia 202020:30 | Antonio Areia 5 | 28:34(14:16) | 7 Magnus Jøndal | Trondheim Spektrum, Trondheim Widzów: 9069 Sędzia: Michal Baďura, Jaroslav Ondogrecula |
| 14 stycznia 202020:30 | 6× · 2×         | 28:34(14:16) | 5× · 3×         | Trondheim Spektrum, Trondheim Widzów: 9069 Sędzia: Michal Baďura, Jaroslav Ondogrecula |

### Grupa E
| 11 stycznia 202016:00 | Węgry          | 26:25(14:13) | Rosja              | Malmö Arena, Malmö Widzów: 9202 Sędzia: Ivan Pavićević, Miloš Ražnatović |
| 11 stycznia 202016:00 | Zsolt Balogh 7 | 26:25(14:13) | 5 Dmitrij Santałow | Malmö Arena, Malmö Widzów: 9202 Sędzia: Ivan Pavićević, Miloš Ražnatović |
| 11 stycznia 202016:00 | 3× · 2×        | 26:25(14:13) | 2×                 | Malmö Arena, Malmö Widzów: 9202 Sędzia: Ivan Pavićević, Miloš Ražnatović |

| 11 stycznia 202018:15 | Dania           | 30:31(15:15) | Islandia           | Malmö Arena, Malmö Widzów: 10 593 Sędzia: Dalibor Jurinović, Marko Mrvica |
| 11 stycznia 202018:15 | Mikkel Hansen 9 | 30:31(15:15) | 10 Aron Pálmarsson | Malmö Arena, Malmö Widzów: 10 593 Sędzia: Dalibor Jurinović, Marko Mrvica |
| 11 stycznia 202018:15 | 3× · 1× · 1×    | 30:31(15:15) | 4× · 2×            | Malmö Arena, Malmö Widzów: 10 593 Sędzia: Dalibor Jurinović, Marko Mrvica |

| 13 stycznia 202018:15 | Islandia                                                         | 34:23(18:11) | Rosja           | Malmö Arena, Malmö Widzów: 7099 Sędzia: Ǵorgi Naczewski, Sławe Nikołow |
| 13 stycznia 202018:15 | Bjarki Már Elísson 6 Sigvaldi Guðjónsson 6 Alexander Petersson 6 | 34:23(18:11) | 6 Gleb Kałarasz | Malmö Arena, Malmö Widzów: 7099 Sędzia: Ǵorgi Naczewski, Sławe Nikołow |

| 13 stycznia 202020:30 | Dania             | 24:24(11:13) | Węgry          | Malmö Arena, Malmö Widzów: 8377 Sędzia: Zigmārs Sondors, Renārs Līcis |
| 13 stycznia 202020:30 | Magnus Bramming 6 | 24:24(11:13) | 7 Zsolt Balogh | Malmö Arena, Malmö Widzów: 8377 Sędzia: Zigmārs Sondors, Renārs Līcis |
| 13 stycznia 202020:30 | 2× · 3×           | 24:24(11:13) | 4× · 3×        | Malmö Arena, Malmö Widzów: 8377 Sędzia: Zigmārs Sondors, Renārs Līcis |

| 15 stycznia 202018:15 | Islandia          | 18:24(12:9) | Węgry           | Malmö Arena, Malmö Widzów: 7587 Sędzia: Andreu Marín, Ignacio García |
| 15 stycznia 202018:15 | Aron Pálmarsson 4 | 18:24(12:9) | 8 Bence Bahnidi | Malmö Arena, Malmö Widzów: 7587 Sędzia: Andreu Marín, Ignacio García |

| 15 stycznia 202020:30 | Rosja         | 28:31(15:12) | Dania           | Malmö Arena, Malmö Widzów: 8978 Sędzia: Radojko Brkić, Andrej Jusufhodžić |
| 15 stycznia 202020:30 | Igor Soroka 6 | 28:31(15:12) | 7 Mikkel Hansen | Malmö Arena, Malmö Widzów: 8978 Sędzia: Radojko Brkić, Andrej Jusufhodžić |

### Grupa F
| 10 stycznia 202018:15 | Słowenia                             | 26:23(13:11) | Polska             | Scandinavium, Göteborg Widzów: 7276 Sędzia: Václav Horáček, Jiří Novotný |
| 10 stycznia 202018:15 | Blaž Blagotinšek 5 Borut Mačkovšek 5 | 26:23(13:11) | 8 Arkadiusz Moryto | Scandinavium, Göteborg Widzów: 7276 Sędzia: Václav Horáček, Jiří Novotný |
| 10 stycznia 202018:15 | 5× · 1×                              | 26:23(13:11) | 5×                 | Scandinavium, Göteborg Widzów: 7276 Sędzia: Václav Horáček, Jiří Novotný |

| 10 stycznia 202020:30 | Szwecja                                                   | 34:21(20:13) | Szwajcaria    | Scandinavium, Göteborg Widzów: 11 644 Sędzia: Andreu Marín, Ignacio García Serradilla |
| 10 stycznia 202020:30 | Kim Ekdahl Du Rietz 6 Andreas Nilsson 6 Jerry Tollbring 6 | 34:21(20:13) | 4 Andy Schmid | Scandinavium, Göteborg Widzów: 11 644 Sędzia: Andreu Marín, Ignacio García Serradilla |
| 10 stycznia 202020:30 | 4×                                                        | 34:21(20:13) | 1×            | Scandinavium, Göteborg Widzów: 11 644 Sędzia: Andreu Marín, Ignacio García Serradilla |

| 12 stycznia 202016:00 | Szwajcaria     | 31:24(14:12) | Polska         | Scandinavium, Göteborg Widzów: 8061 Sędzia: Radojko Brkic, Andrei Jusufhodzic |
| 12 stycznia 202016:00 | Andy Schmid 15 | 31:24(14:12) | 5 Szymon Sićko | Scandinavium, Göteborg Widzów: 8061 Sędzia: Radojko Brkic, Andrei Jusufhodzic |
| 12 stycznia 202016:00 | 5× · 2×        | 31:24(14:12) | 4× · 2×        | Scandinavium, Göteborg Widzów: 8061 Sędzia: Radojko Brkic, Andrei Jusufhodzic |

| 12 stycznia 202018:15 | Szwecja            | 19:21(9:10) | Słowenia       | Scandinavium, Göteborg Widzów: 11 896 Sędzia: Robert Schulze, Tobias Tönnies |
| 12 stycznia 202018:15 | Jim Gottfridsson 5 | 19:21(9:10) | 7 Jure Dolenec | Scandinavium, Göteborg Widzów: 11 896 Sędzia: Robert Schulze, Tobias Tönnies |
| 12 stycznia 202018:15 | 5× · 1×            | 19:21(9:10) | 3× · 2×        | Scandinavium, Göteborg Widzów: 11 896 Sędzia: Robert Schulze, Tobias Tönnies |

| 14 stycznia 202018:15 | Szwajcaria    | 25:29(10:16) | Słowenia       | Scandinavium, Göteborg Widzów: 6731 Sędzia: Ivan Pavićević, Miloš Ražnatović |
| 14 stycznia 202018:15 | Andy Schmid 8 | 25:29(10:16) | 6 Miha Zarabec | Scandinavium, Göteborg Widzów: 6731 Sędzia: Ivan Pavićević, Miloš Ražnatović |
| 14 stycznia 202018:15 | 3× · 2×       | 25:29(10:16) | 2× · 2×        | Scandinavium, Göteborg Widzów: 6731 Sędzia: Ivan Pavićević, Miloš Ražnatović |

| 14 stycznia 202020:30 | Polska         | 26:28(13:14) | Szwecja                                                                        | Scandinavium, Göteborg Widzów: 11 061 Sędzia: Sławe Nikołow, Ǵorgi Naczewski |
| 14 stycznia 202020:30 | Szymon Sićko 8 | 26:28(13:14) | 5 Kim Ekdahl du Rietz 5 Jim Gottfridsson 5 Andreas Nilsson 5 Daniel Pettersson | Scandinavium, Göteborg Widzów: 11 061 Sędzia: Sławe Nikołow, Ǵorgi Naczewski |
| 14 stycznia 202020:30 | 5× · 1×        | 26:28(13:14) | 3× · 2×                                                                        | Scandinavium, Göteborg Widzów: 11 061 Sędzia: Sławe Nikołow, Ǵorgi Naczewski |

## Faza zasadnicza

### Grupa 1
| 16 stycznia 202016:00 | Hiszpania | 31:25(14:9) | Czechy | Wiener Stadthalle, Wiedeń Widzów: 3986 Sędzia: Arthur Brunner, Morad Salah |
| 16 stycznia 202016:00 |           | 31:25(14:9) |        | Wiener Stadthalle, Wiedeń Widzów: 3986 Sędzia: Arthur Brunner, Morad Salah |

| 16 stycznia 202018:15 | Chorwacja | 27:23(13:8) | Austria | Wiener Stadthalle, Wiedeń Widzów: 8217 Sędzia: Stevann Pichon, Laurent Reveret |
| 16 stycznia 202018:15 |           | 27:23(13:8) |         | Wiener Stadthalle, Wiedeń Widzów: 8217 Sędzia: Stevann Pichon, Laurent Reveret |

| 16 stycznia 202020:30 | Białoruś | 23:31(11:18) | Niemcy | Wiener Stadthalle, Wiedeń Widzów: 5267 Sędzia: Mirza Kurtagic, Mattias Wetterwik |
| 16 stycznia 202020:30 |          | 23:31(11:18) |        | Wiener Stadthalle, Wiedeń Widzów: 5267 Sędzia: Mirza Kurtagic, Mattias Wetterwik |

| 18 stycznia 202016:00 | Białoruś | 28:25(13:11) | Czechy | Wiener Stadthalle, Wiedeń Widzów: 6007 Sędzia: Vaidas Mažeika, Mindaugas Gatelis |
| 18 stycznia 202016:00 |          | 28:25(13:11) |        | Wiener Stadthalle, Wiedeń Widzów: 6007 Sędzia: Vaidas Mažeika, Mindaugas Gatelis |

| 18 stycznia 202018:15 | Hiszpania | 30:26(17:16) | Austria | Wiener Stadthalle, Wiedeń Widzów: 9232 Sędzia: Martin Gjeding, Mads Hansen |
| 18 stycznia 202018:15 |           | 30:26(17:16) |         | Wiener Stadthalle, Wiedeń Widzów: 9232 Sędzia: Martin Gjeding, Mads Hansen |

| 18 stycznia 202020:30 | Chorwacja | 25:24(11:14) | Niemcy | Wiener Stadthalle, Wiedeń Widzów: 9307 Sędzia: Duarte Santos, Ricardo Fonseca |
| 18 stycznia 202020:30 |           | 25:24(11:14) |        | Wiener Stadthalle, Wiedeń Widzów: 9307 Sędzia: Duarte Santos, Ricardo Fonseca |

| 20 stycznia 202016:00 | Chorwacja | 22:21(11:9) | Czechy | Wiener Stadthalle, Wiedeń Widzów: 6862 Sędzia: Mirza Kurtagic, Mattias Wetterwik |
| 20 stycznia 202016:00 |           | 22:21(11:9) |        | Wiener Stadthalle, Wiedeń Widzów: 6862 Sędzia: Mirza Kurtagic, Mattias Wetterwik |

| 20 stycznia 202018:15 | Białoruś | 28:37(16:17) | Hiszpania | Wiener Stadthalle, Wiedeń Widzów: 6149 Sędzia: Duarte Santos, Ricardo Fonseca |
| 20 stycznia 202018:15 |          | 28:37(16:17) |           | Wiener Stadthalle, Wiedeń Widzów: 6149 Sędzia: Duarte Santos, Ricardo Fonseca |

| 20 stycznia 202020:30 | Austria | 22:34(13:16) | Niemcy | Wiener Stadthalle, Wiedeń Widzów: 9037 Sędzia: Ǵorgi Naczewski, Sławe Nikołow |
| 20 stycznia 202020:30 |         | 22:34(13:16) |        | Wiener Stadthalle, Wiedeń Widzów: 9037 Sędzia: Ǵorgi Naczewski, Sławe Nikołow |

| 22 stycznia 202016:00 | Chorwacja | 22:22(11:12) | Hiszpania | Wiener Stadthalle, Wiedeń Widzów: 7891 Sędzia: Vaidas Mažeika, Mindaugas Gatelis |
| 22 stycznia 202016:00 |           | 22:22(11:12) |           | Wiener Stadthalle, Wiedeń Widzów: 7891 Sędzia: Vaidas Mažeika, Mindaugas Gatelis |

| 22 stycznia 202018:15 | Białoruś | 36:36(19:17) | Austria | Wiener Stadthalle, Wiedeń Widzów: 6897 Sędzia: Duarte Santos, Ricardo Fonseca |
| 22 stycznia 202018:15 |          | 36:36(19:17) |         | Wiener Stadthalle, Wiedeń Widzów: 6897 Sędzia: Duarte Santos, Ricardo Fonseca |

| 22 stycznia 202020:30 | Czechy | 22:26(10:13) | Niemcy | Wiener Stadthalle, Wiedeń Widzów: 5000 Sędzia: Ivan Pavićević, Miloš Ražnatović |
| 22 stycznia 202020:30 |        | 22:26(10:13) |        | Wiener Stadthalle, Wiedeń Widzów: 5000 Sędzia: Ivan Pavićević, Miloš Ražnatović |

### Grupa 2
| 17 stycznia 202016:00 | Słowenia | 30:27(15:14) | Islandia | Malmö Arena, Malmö Widzów: 6026 Sędzia: Ǵorgi Naczewski, Sławe Nikołow |
| 17 stycznia 202016:00 |          | 30:27(15:14) |          | Malmö Arena, Malmö Widzów: 6026 Sędzia: Ǵorgi Naczewski, Sławe Nikołow |

| 17 stycznia 202018:15 | Norwegia | 36:29(20:12) | Węgry | Malmö Arena, Malmö Widzów: 8078 Sędzia: Ivan Pavićević, Miloš Ražnatović |
| 17 stycznia 202018:15 |          | 36:29(20:12) |       | Malmö Arena, Malmö Widzów: 8078 Sędzia: Ivan Pavićević, Miloš Ražnatović |

| 17 stycznia 202020:30 | Portugalia | 35:25(15:12) | Szwecja | Malmö Arena, Malmö Widzów: 10 135 Sędzia: Matija Gubica, Boris Milošević |
| 17 stycznia 202020:30 |            | 35:25(15:12) |         | Malmö Arena, Malmö Widzów: 10 135 Sędzia: Matija Gubica, Boris Milošević |

| 19 stycznia 202014:00 | Portugalia | 25:28(12:14) | Islandia | Malmö Arena, Malmö Widzów: 6199 Sędzia: Václav Horáček, Jiří Novotný |
| 19 stycznia 202014:00 |            | 25:28(12:14) |          | Malmö Arena, Malmö Widzów: 6199 Sędzia: Václav Horáček, Jiří Novotný |

| 19 stycznia 202016:15 | Słowenia | 28:29(16:13) | Węgry | Malmö Arena, Malmö Widzów: 8304 Sędzia: Óscar Raluy, Ángel Sabroso |
| 19 stycznia 202016:15 |          | 28:29(16:13) |       | Malmö Arena, Malmö Widzów: 8304 Sędzia: Óscar Raluy, Ángel Sabroso |

| 19 stycznia 202018:30 | Norwegia | 23:20(12:8) | Szwecja | Malmö Arena, Malmö Widzów: 10 141 Sędzia: Lars Geipel, Marcus Helbig |
| 19 stycznia 202018:30 |          | 23:20(12:8) |         | Malmö Arena, Malmö Widzów: 10 141 Sędzia: Lars Geipel, Marcus Helbig |

| 21 stycznia 202016:00 | Portugalia | 24:29(15:14) | Słowenia | Malmö Arena, Malmö Widzów: 3001 Sędzia: Martin Gjeding, Mads Hansen |
| 21 stycznia 202016:00 |            | 24:29(15:14) |          | Malmö Arena, Malmö Widzów: 3001 Sędzia: Martin Gjeding, Mads Hansen |

| 21 stycznia 202018:15 | Norwegia | 31:28(19:12) | Islandia | Malmö Arena, Malmö Widzów: 4725 Sędzia: Óscar Raluy, Ángel Sabroso |
| 21 stycznia 202018:15 |          | 31:28(19:12) |          | Malmö Arena, Malmö Widzów: 4725 Sędzia: Óscar Raluy, Ángel Sabroso |

| 21 stycznia 202020:30 | Węgry | 18:24(9:10) | Szwecja | Malmö Arena, Malmö Widzów: 6977 Sędzia: Václav Horáček, Jiří Novotný |
| 21 stycznia 202020:30 |       | 18:24(9:10) |         | Malmö Arena, Malmö Widzów: 6977 Sędzia: Václav Horáček, Jiří Novotný |

| 22 stycznia 202016:00 | Portugalia | 34:26(16:14) | Węgry | Malmö Arena, Malmö Widzów: 2930 Sędzia: Lars Geipel, Marcus Helbig |
| 22 stycznia 202016:00 |            | 34:26(16:14) |       | Malmö Arena, Malmö Widzów: 2930 Sędzia: Lars Geipel, Marcus Helbig |

| 22 stycznia 202018:15 | Norwegia | 33:30(14:13) | Słowenia | Malmö Arena, Malmö Widzów: 4824 Sędzia: Stevann Pichon, Laurent Reveret |
| 22 stycznia 202018:15 |          | 33:30(14:13) |          | Malmö Arena, Malmö Widzów: 4824 Sędzia: Stevann Pichon, Laurent Reveret |

| 22 stycznia 202020:30 | Islandia | 25:32(11:18) | Szwecja | Malmö Arena, Malmö Widzów: 7153 Sędzia: Matija Gubica, Boris Milošević |
| 22 stycznia 202020:30 |          | 25:32(11:18) |         | Malmö Arena, Malmö Widzów: 7153 Sędzia: Matija Gubica, Boris Milošević |

## Faza pucharowa

### Mecz o 5. miejsce
| 25 stycznia 202016:00 | Niemcy | 29:27(14:13) | Portugalia | Tele2 Arena, Sztokholm Widzów: 7710 Sędzia: Mirza Kurtagic, Mattias Wetterwik |
| 25 stycznia 202016:00 |        | 29:27(14:13) |            | Tele2 Arena, Sztokholm Widzów: 7710 Sędzia: Mirza Kurtagic, Mattias Wetterwik |

### Mecze o miejsca 1–4

#### Półfinały
| 24 stycznia 202018:00 | Norwegia | 28:29 (pd.)(10:12, 23:23, 26:26) | Chorwacja | Tele2 Arena, Sztokholm Widzów: 16 573 Sędzia: Óscar Raluy, Ángel Sabroso |
| 24 stycznia 202018:00 |          | 28:29 (pd.)(10:12, 23:23, 26:26) |           | Tele2 Arena, Sztokholm Widzów: 16 573 Sędzia: Óscar Raluy, Ángel Sabroso |

| 24 stycznia 202020:30 | Hiszpania | 34:32(20:15) | Słowenia | Tele2 Arena, Sztokholm Widzów: 16 573 Sędzia: Václav Horáček, Jiří Novotný |
| 24 stycznia 202020:30 |           | 34:32(20:15) |          | Tele2 Arena, Sztokholm Widzów: 16 573 Sędzia: Václav Horáček, Jiří Novotný |

#### Mecz o 3. miejsce
| 25 stycznia 202018:30 | Słowenia | 20:28(9:12) | Norwegia | Tele2 Arena, Sztokholm Widzów: 13 094 Sędzia: Lars Geipel, Marcus Helbig |
| 25 stycznia 202018:30 |          | 20:28(9:12) |          | Tele2 Arena, Sztokholm Widzów: 13 094 Sędzia: Lars Geipel, Marcus Helbig |

#### Finał
| 26 stycznia 202016:30 | Hiszpania | 22:20(12:11) | Chorwacja | Tele2 Arena, Sztokholm Widzów: 17 769 Sędzia: Ǵorgi Naczewski, Sławe Nikołow |
| 26 stycznia 202016:30 |           | 22:20(12:11) |           | Tele2 Arena, Sztokholm Widzów: 17 769 Sędzia: Ǵorgi Naczewski, Sławe Nikołow |

## Klasyfikacja końcowa
| Miejsce | Reprezentacja        | Uwagi                          |
| ------- | -------------------- | ------------------------------ |
| złoto   | Hiszpania            | awans: IO 2020, MŚ 2021        |
| srebro  | Chorwacja            | awans: MŚ 2021                 |
| brąz    | Norwegia             | awans: MŚ 2021                 |
| 4       | Słowenia             | awans: kwalifikacje do IO 2020 |
| 5       | Niemcy               | –                              |
| 6       | Portugalia           | awans: kwalifikacje do IO 2020 |
| 7       | Szwecja              | –                              |
| 8       | Austria              | –                              |
| 9       | Węgry                | –                              |
| 10      | Białoruś             | –                              |
| 11      | Islandia             | –                              |
| 12      | Czechy               | –                              |
| 13      | Dania                | –                              |
| 14      | Francja              | –                              |
| 15      | Macedonia Północna   | –                              |
| 16      | Szwajcaria           | –                              |
| 17      | Holandia             | –                              |
| 18      | Czarnogóra           | –                              |
| 19      | Ukraina              | –                              |
| 20      | Serbia               | –                              |
| 21      | Polska               | –                              |
| 22      | Rosja                | –                              |
| 23      | Bośnia i Hercegowina | –                              |
| 24      | Łotwa                | –                              |

## Nagrody indywidualne
Nagrody indywidualne otrzymali:
| MVP             | Najlepszy bramkarz      | Najlepszy lewoskrzydłowy | Najlepszy lewy rozgrywający | Najlepszy środkowy rozgrywający | Najlepszy prawy rozgrywający | Najlepszy prawoskrzydłowy | Najlepszy obrotowy | Najlepszy obrońca |
| --------------- | ----------------------- | ------------------------ | --------------------------- | ------------------------------- | ---------------------------- | ------------------------- | ------------------ | ----------------- |
| Domagoj Duvnjak | Gonzalo Pérez de Vargas | Magnus Jøndal            | Sander Sagosen              | Igor Karačić                    | Jorge Maqueda                | Blaž Janc                 | Bence Bánhidi      | Hendrik Pekeler   |